# 렐레인
럴레인(Lalaine, 영어 발음: /ləˈleɪn/, 1987년 6월 3일 ~ )은 미국의 배우 및 가수이다.

## 출연 작품

### 영화
- 이지 A

### 텔레비전
- 리지의 사춘기
- 뱀파이어 해결사 (드라마)
- 디즈니 채널